# Dusona thomsoni
Dusona thomsoni är en stekelart som beskrevs av Hinz 1963. Dusona thomsoni ingår i släktet Dusona och familjen brokparasitsteklar. Inga underarter finns listade i Catalogue of Life.